# Venta de La Capilla
Venta de La Capilla (llamada oficialmente A Venda da Capela) es una venta situada en la parroquia de Pentes, del municipio español de Villarino de Conso, en la provincia de Orense, Galicia.

## Toponimia
La venta también es conocida por el nombre de Venta da Capela.

## Historia
Venta de La Capilla y A Venda da Capela son los restos que quedan del lugar de Venta da Capela perteneciente a la desaparecida parroquia de Veigas de Camba del municipio de Villarino de Conso, al ser anegada a principios de la década de los setenta del siglo XX por la creación del embalse de Las Portas.
En este lugar se encuentra la estación de Vilariño de Conso-A Capela. El camino mozárabe sanabrés del Camino de Santiago atraviesa el lugar.

## Demografía
| Gráfica de evolución demográfica de Venta de La Capilla entre 2000 y 2023 |
|                                                                           |
| Datos según el nomenclátor publicado por el INE.                          |